# Sport Clube Beira-Mar
L'Sport Clube Beira-Mar és un club de futbol de la ciutat d'Aveiro, Portugal. Juga a la lliga Sénior de Portugal anomenada CN Seniors.

## Uniforme
- Uniforme titular: Samarreta groga amb mànigues negres, pantalons i mitges negres.
- Uniforme alternatiu: Samarreta, pantalons i mitges blanques.

## Estadi
El Sport Clube Beira-Mar juga els seus partits a l'Estádio Municipal de Aveiro, que va ser inaugurat el 15 de novembre de 2003 amb un partit amistós que va enfrontar les seleccions de Portugal i Grècia.

## Palmarès
- Copa portuguesa de futbol (1):
  - 1998-99
- Segona divisió portuguesa de futbol: 
  - 2005-06, 2009-10